# Bettō
Bettō (別当) est un terme qui, à l'origine, désigne la tête d'une institution servant temporairement à la tête d'une autre institution, mais qui a fini par désigner la direction à plein temps d'une quelconque institution,. Le samouraï Wada Yoshimori, de l'époque de Kamakura, par exemple, fut le premier bettō du samurai-dokoro du shogunat de Kamakura.

## Usage religieux du terme
Un bettō est un moine qui exécute les rites bouddhistes dans les sanctuaires shinto et le jinguji (partie du temple consacrée au sanctuaire), avant le shinbutsu bunri, la loi de l'ère Meiji interdisant le mélange du shintoïsme et du bouddhisme. Un sanctuaire compte de nombreux bettō, du seibettō (« chef moine ») au shūri bettō (« moine chargé de l'entretien et des réparations »). Ceux qui ne sont pas liés à des devoirs religieux sont appelés zoku bettō.
Parmi les sanctuaires qui nomment des bettō se trouvent Iwashimizu Hachiman-gū, Tsurugaoka Hachiman-gū et Hakone Jinja. Ils sont particulièrement nombreux aux sanctuaires Hachiman et aux sanctuaires gongen et leur mandats durent de trois à six ans.